# 서울 해병대사령부 초대교회
서울 해병대사령부 초대교회(서울 海兵隊司令部 初代敎會)는 서울특별시 용산구 용산동에 있는, 1959년에 만들어진 건축물이다. 2017년 2월 15일 대한민국의 국가등록문화재 제674호로 지정되었다.

## 개요
1949년 4월 15일 해병대가 진해 덕산 비행장에 창설됨에 따라 1951년 3월 12일 '해병대 초대교회'로 시작되었으며 한국전쟁 직후 해병대사령부가 현재 방위사업청 부지로의 이전에 맞춰 '장막교회'와 '퀀셋교회' 등을 거쳐 1959년 12월 31일 영구적인 건물로 오늘날의 모습으로 건립되었다.
1973년 10월 10일 해병대사령부가 해체됨과 동시에 교회로서의 기능을 상실한 채 오랜 세월 동안 수도방위사령부 창고 등 다른 용도로 사용되다 2003년 4월 7일 해병대 창설 제54주년을 기념하여 훼손, 변형된 교회건물을 중수하여 예배당으로서 사용하기 시작하였다. 다만, 이 시기 교회 명칭은 '방패교회'로 불렸으나 2005년에 이르러 '해병대사령부 초대교회'의 명칭을 회복하여 현재에 이르고 있다.

## 참고 자료
- 서울 해병대사령부 초대교회 - 국가유산청 국가유산포털

## 같이 보기
- 해병대사령부